# Jacob Rothschild, 4. barun Rothschild
Nathaniel Charles Jacob Rothschild (Cambridge, 29. travnja 1936. – London, 26. veljače 2024.) bio je britanski velikaš, četvrti barun Rothschilda i investicijski bankar, član engleske loze istaknute bankarske obitelji Rothschilda. Bio je počasni predsjednik Instituta za istraživanje židovske politike sa sjedištem u Londonu. Njegovo bogatstvo procjenjivalo se na 5 milijardi $.

## Životopis
Rodio se kao najstariji sin baruna Victora Rothschilda (1910. – 1990.) i njegove prve supruge Barbare Judith Hutchinson (1911. – 1989.) te je designiran kao nasljednik naslova baruna Rothschilda. Školovao se u privatnoj školi Eton College, a potom na koledžu Christ Church u Oxfordu, gdje je diplomirao povijest. Radio je u obiteljskoj banci N M Rothschild & Sons od 1963. do 1980. godine, kada je zbog obiteljskih razmirica dao otkaz na obiteljskom poslu. Godine 1991. osnovao je vlastitu tvrtku  J. Rothschild Assurance Group, koja je kasnije preimenovana u St. James's Place plc. Predsjednik je RIT Capital Partners plc, od 2003. do 2008. godine bio je zamjenik predsjednika televizijske kuće BSkyB, direktor RHJ International do 2008. godine i član vijeća Vojvodstva Cornwall za princa od Walesa.

## Privatni život
Godine 1961. oženio je Serenu Mary Dunn (1935. – 2019.) s kojom je imao četvero djece:
- Hannah Mary Rothschild (r. 1962.)
- Beth Matilda Rothschild (r. 1964.)
- Emily "Emmy" Magda Rothschild (r. 1967.)
- Nathaniel Philip Victor James Rothschild (r. 1971.)